# Sarbanissa hilaris
Sarbanissa hilaris är en fjärilsart som beskrevs av Jordan 1912. Sarbanissa hilaris ingår i släktet Sarbanissa och familjen nattflyn. Inga underarter finns listade.